# 北德维纳省
60°46′N 46°18′E / 60.767°N 46.300°E
北德维纳省（俄语：Северо-Двинская губерния）是1918年至1929年間俄罗斯苏维埃联邦社会主义共和国的一個省。其省治位於大烏斯秋格市。該省位于俄羅斯歐洲部分的北部，其領土目前分屬阿爾漢格爾斯克州、沃洛格達州、科斯特羅馬州、基洛夫州和科米共和國。“北德维纳”這一名稱源于北德維納河。

## 歷史
北德维纳省於1918年7月24日由俄罗斯苏维埃联邦社会主义共和国内务人民委员部成立。該省的領土是由以前屬於沃洛格達省的五個县組成的（括號內爲各個县的縣治）：
- 尼科利斯克縣（尼科利斯克）
- 索利维切戈茨克縣（索利维切戈茨克）
- 乌斯季瑟索拉斯克縣（乌斯季瑟索拉斯克）
- 大烏斯秋格縣（大烏斯秋格）
- 亚连斯克縣（亚连斯克）

1921年8月，該省東部地區析置科米－濟良自治州。
1924年4月18日，廢除縣制，該省被劃分爲18個区。
1929年7月15日，全俄罗斯中央执行委员会通過法令廢除了北德維納州，其領土改置北方邊疆區北德維納區，區政府仍設在大烏斯秋格。北德維納區的領土與之前相比，還增加了來自沃洛格達省托季馬縣的布魯斯諾沃洛夫村委员会。北德維納區於1930年廢除。